# Râul Rudărița, Poarta
Râul Rudărița este un afluent al râului Poarta. 

## Hărți
- Harta județului Brașov